# Синюшкин, Валерий Борисович
Валерий Борисович Синюшкин (род. 31 марта 1967, Кимры, Калининская область) — российский марафонец и ультрамарафонец, многократный чемпион России, чемпион мира и Европы, чемпион мира в команде и четырёхкратный чемпион Европы в команде по бегу на 100 километров. Мастер спорта международного класса (МСМК)
Участвовал в 53 марафонах.
Достижения в соревнованиях:

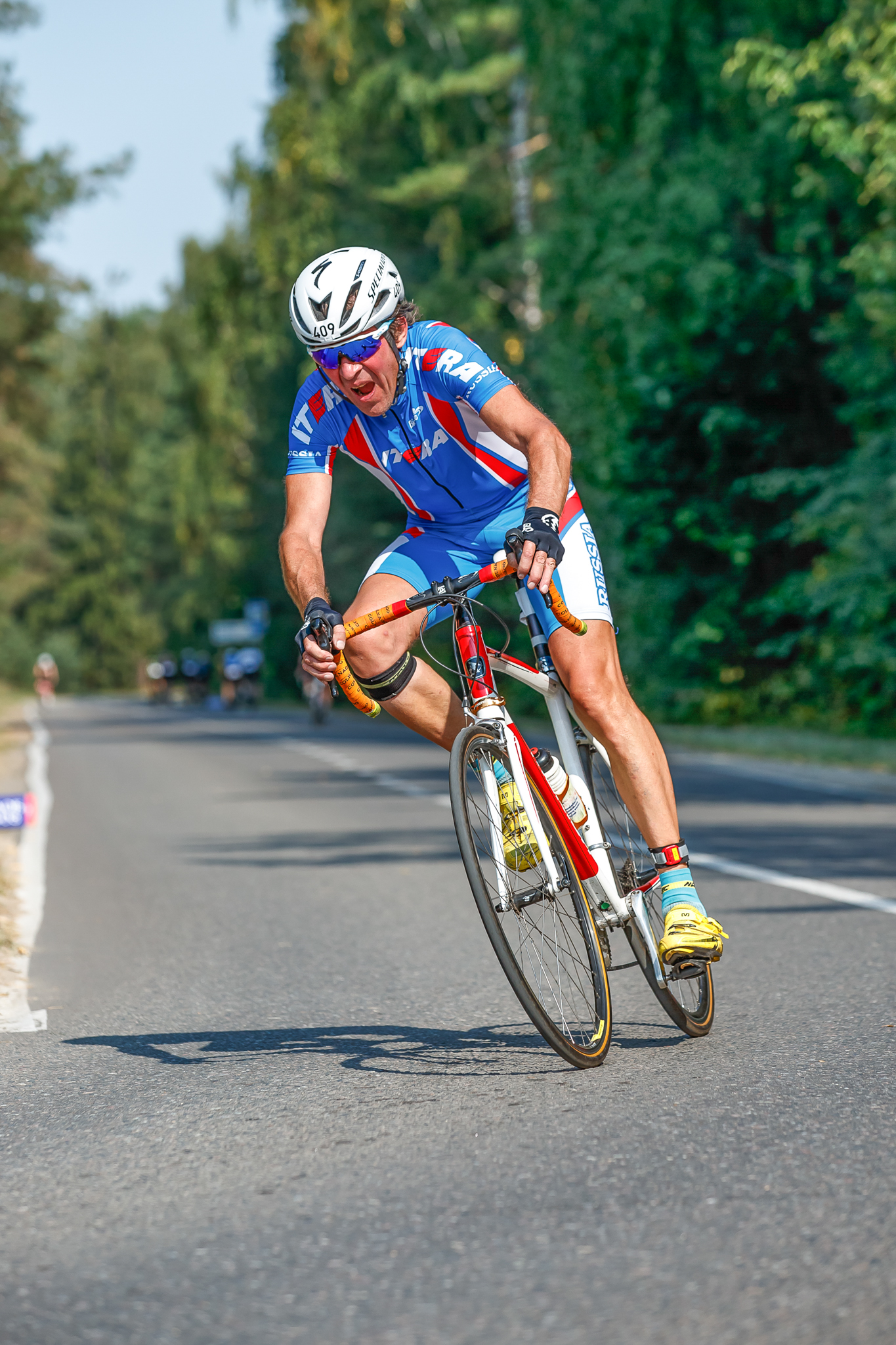
Валерий Синюшкин, в составе команды «Самокат», занял 2 место в эстафете 10-й юбилейный триатлон «Николов Пеpевоз» — 27.08.2022

- Абсолютный победитель марафона — 12 раз.
- Призёр марафона в абсолюте — 4 раза.
- Победитель марафона в группе — 8 раз.
- Призёр марафона в группе — 5 раз.
- Абсолютный победитель на других дистанциях — 18 раз.
- Призёр на других дистанциях в абсолюте — 9 раз.
- Победитель на других дистанциях в группе — 7 раз.
- Призёр на других дистанциях в группе — 3 раза.